# Еспіноса-дель-Каміно
Еспіноса-дель-Каміно (ісп. Espinosa del Camino) — муніципалітет в Іспанії, у складі автономної спільноти Кастилія-і-Леон, у провінції Бургос. Населення — 36 осіб (2010).
Муніципалітет розташований на відстані близько 220 км на північ від Мадрида, 33 км на схід від Бургоса.

## Демографія
Динаміка населення (INE ):